# Leclanché-elem

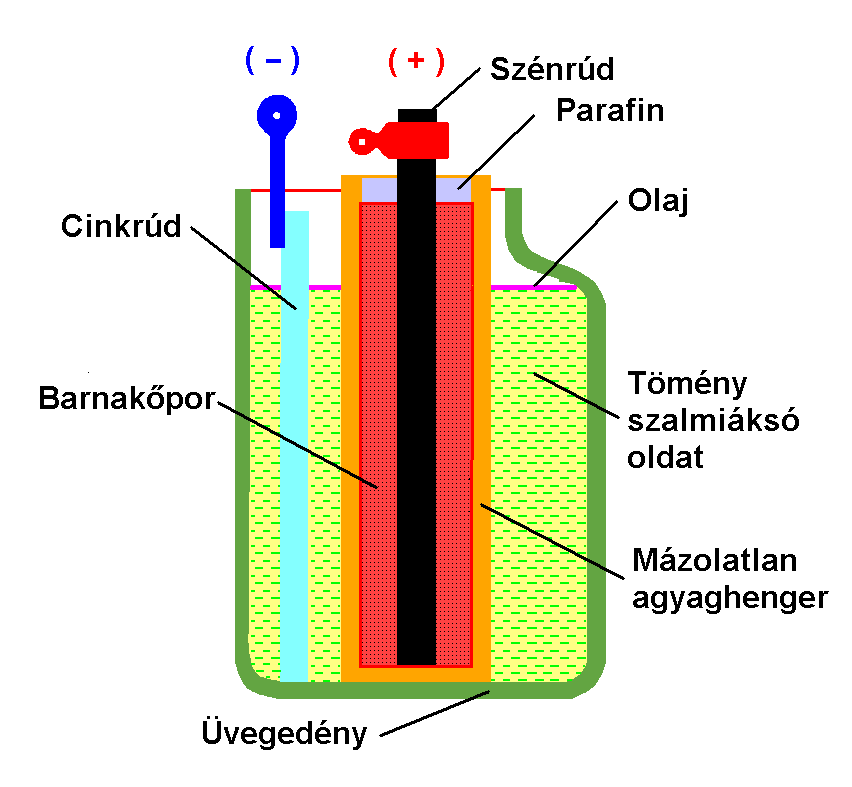
Leclanché-elem

A Leclanché-elem a legismertebb galvánelem-típus, melyet  Georges Leclanché francia kémikus 1866-ban készített el.

## Kialakítása
Egy üvegserlegben helyezik el a szénrúdból készített pozitív elektródot. A negatív elektródja cinkrúd. Az edényt tömény szalmiáksó oldattal töltik fel. Mivel a szénelektródon működés közben hidrogéngáz fejlődik, ami káros az elem működésére, ezért a szénrudat barnakőporral veszik körbe. Ez a por megköti a keletkező hidrogéngázt. A port a szénrúddal együtt egy mázolatlan (porózus) agyaghengerbe teszik. A pozitív elektróda körüli kivirágzás (sókiválás) elkerülésére paraffinnal vonják be az a barnakőpor felszínét. Az elektrolit párolgását úgy akadályozzák meg, hogy a felszínére olajat vagy petróleumot öntenek. 
A szárazelem is egy célszerűen kialakított Leclanché-elem.

## Tulajdonságai
- Üresjárati feszültsége 1,5 volt.
- Belső ellenállása 1 ohm.